# Математика мая

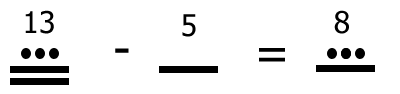
Віднімання у мая

Математика мая — сукупність наукових знань в сфері підрахунку та оперування цифрами в ході розвитку цивілізації мая. Представлені переважно досягненням в арифметиці та геометрії. Застосовувалися у практичній сфері, зокрема у будівництві будинків й шляхів, в астрономічних дослідженням, створенні календаря. деякі особливості були запозичені в епіольмеків.

## Система числення
Мая в розвитку математичних знань досягли значних успіхів. В основі арифметики мая знаходилася двадцяткова система числення, що виникла, з осмислення і закріплення суми числа пальців на руках і ногах однієї людини ще у докласичний період мая. Мая мали дев'ятеро ступенів підрахунку, з яких кожна наступна дорівнювала 20 попереднім, так що найвища з них становила 25 600 000 000, якщо рахувати за десятковою системою.
Великим досягненням мая в галузі математики (частково запозиченим у епіольмеків і розвиненим ними) була розробка в період останніх сторіч до нашої ери позиційної системи числення і математичного поняття нуля, перше впровадження якого зафіксовано на стелі 357 року н. е.
Стародавні мая прийшли до використання в математиці позиційного принципу. На відміну від європейців, їм не було у кого запозичувати цей принцип, і вони самостійно додумалися до нього, причому майже на ціле тисячоліття раніше Старого Світу. Запис цифрових знаків, які складали число, вони стали вести не горизонтально, а вертикально, знизу до верху. Оскільки рахунок був двадцятковим, то кожне початкове число наступної верхньої позиції, або порядку, було удвадцятеро більше свого сусіда з нижньої позиції (якби мая користувалися десятковою системою, це число було б більше не у двадцять разів, а тільки вдесятеро). На першій позиції (стрічці) стояли одиниці, на другій — двадцятки і т. д.
Мая записували свої цифрові знаки у вигляді крапок і тире, причому крапка завжди означала одиниці даного порядку, а тире — п'ятірки. П'ятірки-тире спрощували написання цифрових знаків, не вносячи будь-яких принципових змін до двадцяткової системи рахунку. Мая не боялися порушити строгий, чіткий лад двадцяткової системи, щоб пристосувати абстрактну побудову чисел до своїх конкретних потреб.
Дієго де Ланда відзначав здатність мая легко оперувати величезними числами: «Їх числення ведеться по 5 до 20, по 20 до 100, по 100 до 400 і по 400 до 8000. Цим численням вони широко користувалися для торгівлі какао. У них є інше числення, довше, яке вони продовжують до нескінченності, рахуючи 8 тисяч 20 разів, що становить 160 000, потім, повертаючись до 20, вони множать 160000 на це число і так продовжують множити на 20, поки не отримають величезної цифри».
Також існували цифри нескінченості: hun tso'dz'ceh (скільки волосків оленя), maxocbin (нескінченне число), hunhablat, (незліченні), zaac (довгий номер, незліченні), ox'lahun d'zakab (вічна річ), hunac (незліченне кількість разів).
Математичні розрахунки із застосуванням багатозначних чисел у мая були в основному пов'язані з астрономічними обчисленнями, які лежали в основі календаря. Щоб спростити їх, мая максимально наблизили первинне число третього порядку до кількості днів свого року. Адже у вісімнадцяти двадцятиденних місяцях, складових календарного року, число днів дорівнює 360.

## Арифметика

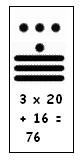
Арифметичні дії мая

Мая при своїх обчисленнях спочатку обмежувалися лише додаванням і відніманням. Деякий час вважалося, що вони не застосовували ділення і множення. Втім тепер доведено протилежне.
У них було поняття частин та дробі. Для поняття частина використовувалося слово tzuc, що так й перекладається частина, поняття tan coch значило половина або 1/2, heb відповідало 1/4, ca heb — 2/4, ox heb — 3/4. 
Ділення в мая позначалося словом шель (xel) й мало негативне значення. 
Ці обчислення проводилися за допомогою простого приладу на кшталт абаки, де рахунковими одиницями були насіння какао, кольорові камінчики або т. п., про ще першим згадував де Ланда.

## Геометрія
Мая використовували знання у підрахунки для розв'язування задач геометричного характеру. При цьому вони, завдяки досвіду у зведенні пірамід, мали знання і розуміння прямокутників і квадрата, що лежали в основі цих пірамід, а також трикутника — піраміди, конуса, зрізаного конуса (з огляду на різні види і форми пірамід).
Здійснювали мая також метричні розрахунки у трикутнику, обчислювали довжину кола. В основу було покладено числення мая з основою 360 та 20-кової системи.